# Minjan
Ordet minjan betegner en situation, hvor 10 voksne jødiske mænd (over alderen for bar mitzva) (i ikke-ortodoks jødedom er oftest også kvinder medregnet) er til stede i en forsamling. Hvis der er minjan i en synagoge, kan kaddish og andre vigtige bønner siges.
| Religion | Spire Denne religionsartikel er en spire som bør udbygges. Du er velkommen til at hjælpe Wikipedia ved at udvide den. |